# Claudia Heber

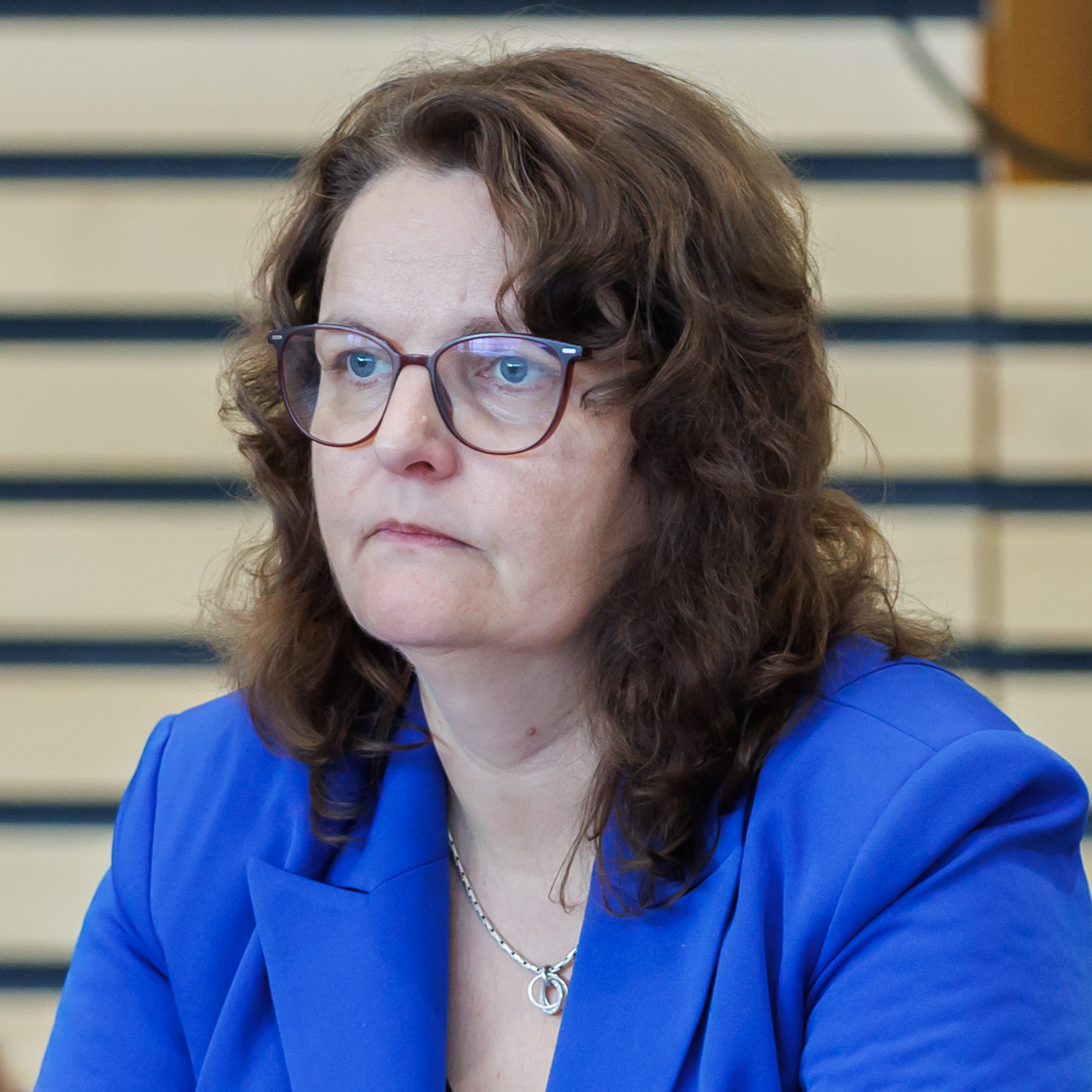
Claudia Heber (2024)

Claudia Heber, geb. Gehlfuß (* 21. März 1976 in Nordhausen), ist eine deutsche Politikerin (CDU). Seit 2024 ist sie Abgeordnete des Thüringer Landtags.

## Leben
Claudia Heber ist eine Urenkelin des CDU-Politikers Hugo Dornhofer. 1994 erlangte sie das Abitur am Humboldtgymnasium in ihrer Geburtsstadt Nordhausen. Danach studierte sie an der Thüringer Fachhochschule für öffentliche Verwaltung (damals in Weimar) und schloss 1997 als Diplom-Verwaltungswirtin (FH) ab. Im gleichen Jahr wurde sie nach Erlangen der Laufbahnbefähigung für den gehobenen-nichttechnischen Verwaltungsdienst zur Regierungsinspektorin ernannt. Sie war als Sachbearbeiterin im Personalbereich in der öffentlichen Verwaltung tätig, zunächst bis 2008 im Staatlichen Schulamt und dann bis 2024 im Thüringer Umweltministerium, zuletzt als Oberamtsrätin. 2014 erwarb sie eine Zusatzqualifikation zur geprüften zertifizierten Personalentwicklerin an der Steinbeis Hochschule in Berlin. Neben dem Beruf engagiert sie sich unter anderem als ehrenamtliche Richterin beim Thüringer Landessozialgericht.
Heber wohnt seit 1999 in Straußfurt. Sie ist katholisch, verheiratet und hat drei Kinder.

## Politik
Über ihre Tätigkeit als Schülersprecherin kam Heber 1992 zur Jungen Union (JU). Sie war von 1993 bis 1997 JU-Vorsitzende im Landkreis Nordhausen und von 1998 bis 2000 Beisitzerin im JU-Bundesvorstand.
Am 23. Mai 1994 nahm sie als Claudia Gehlfuß als Mitglied der 10. Bundesversammlung an der Wahl des Bundespräsidenten in Berlin teil.
Seit 1995 ist Heber Mitglied der CDU Thüringen. Sie ist Ortsvorsitzende der CDU in Straußfurt und Mitglied im Vorstand des Kreisverbands der CDU Sömmerda. Seit 2020 gehört sie als Landesmitgliederbeauftragte dem Präsidium der CDU Thüringen an.
1994 wurde Heber über die CDU-Liste in den Nordhäuser Stadtrat gewählt, dem sie eine Legislaturperiode lang angehörte. Seit 2004 sitzt sie im Straußfurter Gemeinderat, wo sie Vorsitzende der CDU-Fraktion ist. Sie ist auch Kreistagsmitglied im Landkreis Sömmerda und dort Vorsitzende des Sozialausschusses sowie stellvertretende Fraktionsvorsitzende.
Bei den Europawahlen 2014 und 2019 kandidierte Heber auf Platz 2 der Landesliste Thüringen erfolglos für das Europäische Parlament. 2021 nahm sie als CDU-Kandidatin an der Bürgermeisterwahl in Straußfurt teil, unterlag aber bei der Stichwahl mit 41,5 Prozent der Stimmen gegen Olaf Starroske (Bürgerinitiative Straußfurt).
Bei der Landtagswahl in Thüringen 2024 trat Heber als CDU-Direktkandidatin im Wahlkreis Sömmerda I – Gotha III an, wo sie sich mit 10.455 Stimmen (32,9 Prozent) hinter Mandatsgewinner Daniel Haseloff (AfD) platzierte. Sie zog aber über Listenplatz 14 in den 8. Thüringer Landtag ein. Dort ist sie stellvertretende Vorsitzende des Petitionsausschusses und Mitglied der Strafvollzugskommission.